# Disphragis tharis
Disphragis tharis är en fjärilsart som beskrevs av Stoll 1782. Disphragis tharis ingår i släktet Disphragis och familjen tandspinnare. Inga underarter finns listade i Catalogue of Life.

## Bildgalleri

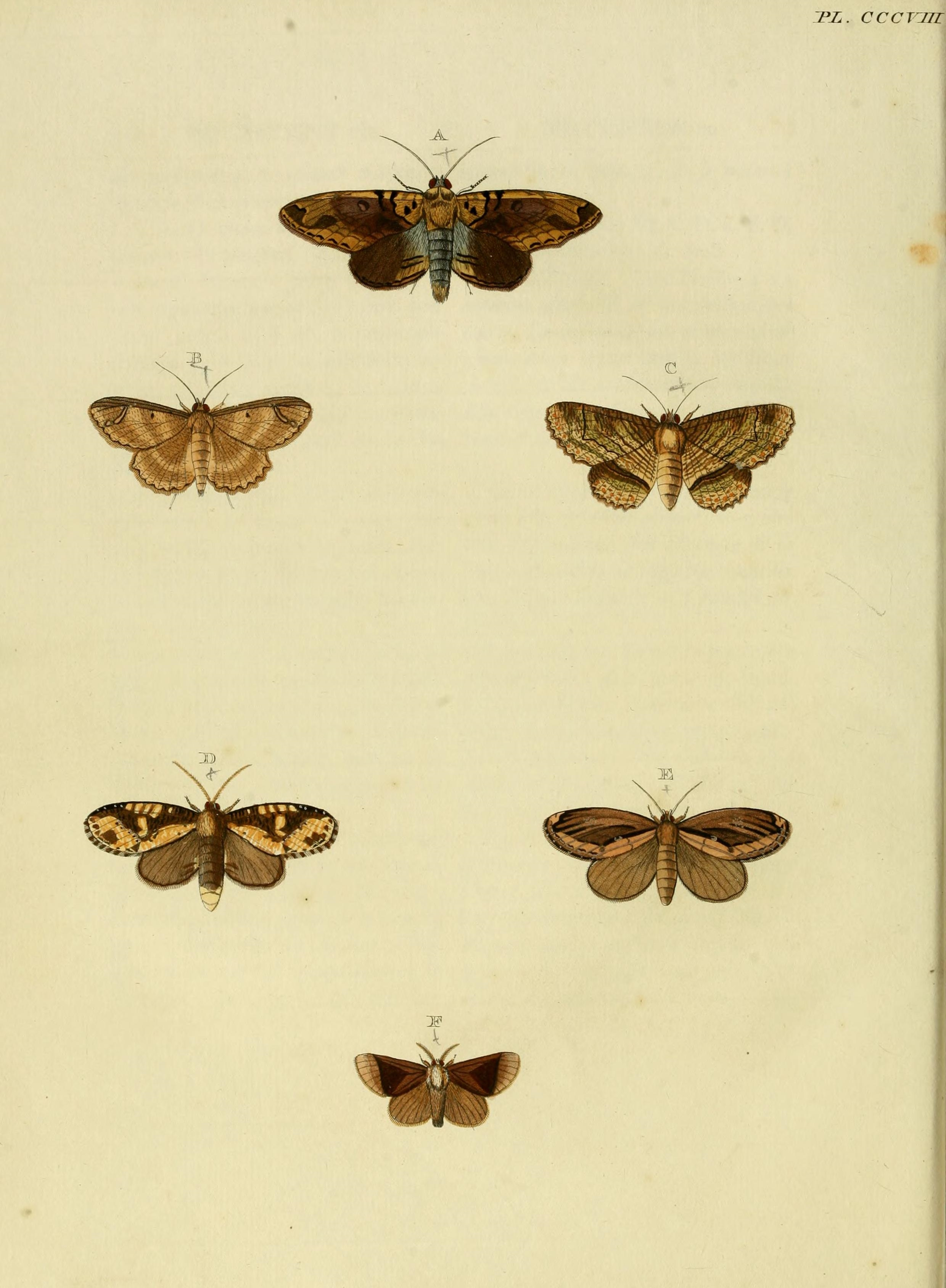